# Сподни Ключаровци
Сподни Ключаровци (на словенски: Spodnji Ključarovci) е село в Словения, Подравски регион, община Ормож. Според Националната статистическа служба на Република Словения през 2015 г. селото има 116 жители.